# 大田沙也加
大田 沙也加（おおた さやか、1971年12月15日 - ）は、北海道出身の女優。身長156cm、体重43kg。エ・ネスト所属。

## 出演

### 映画
- マルタイの女（1997年） - 犯人の妹 役
- 心霊喫茶「エクストラ」の秘密-The Real Exorcist-（2020年5月、日活） - 糸子の母親 加藤久美子 役

### テレビドラマ
- 春の一族（1993年、NHK） ※デビュー作[2]
- 湯けむり仲居純情日記1（1993年3月8日、TBS）
- 西遊記（1994年）
- 暴れん坊将軍VI 第48話「人切り子守唄（1995年、テレビ朝日） - お咲 役
- 暴れん坊将軍VII 第1話「江戸っ子神輿が吉宗を呼ぶ!」（1996年7月13日、テレビ朝日） - おかよ 役
- 女たちの聖戦（ジハード）（1997年）
- 温泉へ行こう 第1シリーズ（1999年9月13日 - 12月10日、TBS） - 深山理恵 役
- はぐれ刑事純情派
- 北アルプス山岳救助隊・紫門一鬼（2001年3月7日・8月29日、2002年2月6日、テレビ東京・BSジャパン） - 小島千晶 役
- 南町奉行事件帖 怒れ!求馬II 第15話（2001年3月19日、TBS） - 奈津 役
- 京都祇園入り婿刑事事件簿9（2002年5月3日、フジテレビ）
- 弁護士高見沢響子5（2002年5月6日、TBS） - 悦子 役
- 伝説の美容師 山野愛子物語（2006年12月5日、日本テレビ）
- セレブと貧乏太郎（2008年、フジテレビ）
- ママは女医さん（2004年、TBS）
- 連続テレビ小説「瞳」（2008年、NHK）
- 七瀬ふたたび（2008年、NHK） - 八百屋のおばさん 役
- 赤い霊柩車24（2009年、フジテレビ） - 栗原 役
- 相棒 Season 8 第19話（最終回）「神の憂鬱」（2010年、テレビ朝日） - 岩井はるか 役
- 月曜ゴールデン 世田谷駐在刑事（2012年6月、TBS） - 夏美 役
- 十津川警部シリーズ48 〜江ノ電に消えた女〜十津川警部への挑戦状〜（2012年10月22日、TBS） - 谷川亮子 役
- 准教授・高槻彰良の推察 Season2（2021年、WOWOW）
- 失踪人捜索班 消えた真実 第7話・最終回（2025年5月30日・6月6日、テレビ東京） - 望月朋美の母 役

### 特撮
- ウルトラマンネクサス 第7話「魔人 - ファウスト -」・第8話「M・P - メモリーポリス -」（2004年） - 杉山里奈の母 役
- ウルトラマンマックス 第16話「わたしはだあれ?」（2005年） - 主婦 役
- 天装戦隊ゴセイジャー 第21話「エレガント・エリ」（2010年） - 栄子 役

### 舞台
- うす灯り
- わすれはなび

### CM
- カメヤマローソク

### ラジオ
- NHK FMシアター「人生ベストテン」（NHK）
- 年忘れ青春アドベンチャー「来年こそはワン!だふる」（NHK）